# 关键成功因素
关键成功因素（英語：Critical success factor，CSF）是一个术语，描述使组织或项目实现其宗旨所需的因素。是确保一个公司或一个组织成功所需的关键因素或活动。例如，一个成功的IT项目的关键成功因素是用户的参与。这个词最初用在数据分析和业务分析领域。
不应把“关键成功因素”与“成功标准”（Success criteria）相混淆。成功标准是一个项目的成果或一个组织的成就，是由目标定义的，并且可以用关键绩效指标（KPI）来定量。

## 历史
“成功因素”的概念是由麦肯锡公司的D. Ronald Daniel于1961年开发的。1979年至1981年期间，这个过程被John F. Rockart精炼为关键成功因素。

## 与关键绩效指标的关系
关键成功因素与关键绩效指标（KPI）相比：
- 关键成功因素是对于成功的战略至关重要的要素。
- 关键成功因素带动战略的推进，它致使或打破了战略的成功（所以“关键”）。
- 战略制定者应该问自己“为什么客户选择我们？”。答案通常是成功的关键因素。

另一方面，关键绩效指标是量化目标管理的措施，结合了目标或阈值，并确保战略绩效可衡量。 
例如:
- API = 新客户数量。（可衡量量、可量化的）+ 阈值 = 10/周 [如果有10个或更多的新客户，KPI达到；如果 < 10，KPI失败]
- CSF = 为了提供优质的客户服务（和间接影响——通过客户满意度获得新客户）而设立一个呼叫中心。